# كارولين غودمان
كارولين غودمان (بالإنجليزية: Carolyn Goodman)‏ هي عالمة نفس أمريكية، ولدت في 6 أكتوبر 1915، وتوفيت في 17 أغسطس 2007 بسبب سكتة.